# Bom Jesus (Rio Grande do Sul)
Bom Jesus egy község (município) Brazíliában, Rio Grande do Sul állam északi határán, a Gaúcho-hegység (Serra Gaúcha) Campos de Cima da Serra vidékén. 2021-ben becsült népessége 11 270 fő volt.

## Története
A térség őslakói kaingangok voltak, jelenlétük nyomai máig láthatóak a barlangokban. A 18. század elején spanyol jezsuita misszionárusok szarvasmarha tenyésztésére használták a területet, hogy ellássák az ún. Sete Povos das Missões redukcióit. 1730-ban São Pauloi portugál bandeirantek és hajcsárok utat nyitottak a vidéken, 1732-ben pedig Cristóvão Pereira ezredes megerősítette a portugál fennhatóságot, és kiűzte a spanyolokat és az indiánokat. Röviddel ezután megnyitották a Viamão felé vezető utat, amelyen keresztül a 18. századi spanyol–portugál összecsapásokban zsákmányolt marhákat és lovakat szállították São Pauloba. A csapatok kiszolgálására, a csordák ellátására létesítmények jöttek létre az út mentén, és így kezdődött meg Bom Jesus területének tényleges benépesítése. A lakosoknak az 1750-es évektől a kormány engedélyezte a földterületek birtokba vételét, a 18. század végére már számos farm létesült, és a Santa Vitória hágóban nyílt meg az állam fő vámja, ahol az észak felé tartó csapatokat megadóztatták. Az 1820-as évekre a hajcsárkodás lehanyatlott, a vám megszűnt, a telepesek pedig pásztorkodásra és önfenntartó gazdákodásra tértek át. A Farroupilha-felkelés alatt több csapatmozgás is volt a területen; 1839. december 14-én a lázadók a régi vámhivatal romjai mellett megsemmisítő vereséget mértek egy császári csapatra.
A terület Santo Antônio da Patrulha fennhatósága alá tartozott, majd az abból kiváló Vacaria község kerülete lett Costa néven. Mivel igen messze volt Vacaria székhelyétől, a telepesek engedélyt kaptak egy saját templom építésére, és 1879-ben felépítették a Senhor Bom Jesus do Bom Fim katolikus kápolnát; a „bom fim” jelentése jó végződés, és Manoel Silveira de Azevedo birtokos javasolta a nevet annak örömére, hogy épen hazatért a paraguayi háborúból. Ugyanez a Manoel Silveira volt a felelős az új település területének kijelöléséért. 1913-ban függetlenedett Vacariától és 1914-ben önálló községgé alakult Bom Jesus néven. 1918-ban egyházközségét is leválasztották Vacariától és saját plébániája jött létre. A lakosok fő foglalkozása az állattenyésztés volt. Az 1923-as felkelés során (mikor a kormányzóválasztás után az Assis Brasilt támogató szövetség tagjai fellázadtak Borges de Medeiros kormányzó ellen) a várost kifosztották, több gazdaságot elpusztítottak. 1940-ben székhelyét nagyvárossá (cidade) nyilvánították.
1944-ben átnevezték Aparados da Serra névre, mivel Piauí államban már létezett egy Bom Jesus község, de 1948-ban visszakapta eredeti nevét.

## Leírása
Székhelye Bom Jesus, további kerületei Capão do Tigre, Capela São Francisco, Casa Branca, Itaimbezinho, Santo Inácio. A Gaúcho-hegység fennsíkján, az Aparados da Serra Nemzeti Park közelében fekszik; a községközpont tengerszint fölötti magassága meghaladja az 1000 métert, éghajlata a brazil viszonyokhoz képest hideg és száraz. Agrárközség, gazdaságának nagy részét a növénytermesztés (alma, szója, kukorica) és állattenyésztés (szarvasmarha) teszi ki. A „hajcsárok nemzeti fővárosaként” (Capital Nacional do Tropeirismo) is ismerik, és ma is szerveznek az egykori szarvasmarha-hajcsár hagyományokhoz kapcsolódó ünnepélyeket.